# NBA 최우수 선수상
NBA 최우수 선수상(영어: NBA Most Valuable Player Award)은 1955∼1956시즌부터 매년 NBA가 정규시즌 최고의 성적을 낸 선수에게 수여하는 상이다.
2022~2023 시즌 수상자부터 마이클 조던 트로피(영어: Michael Jordan Trophy)를 수여한다.

## 수상자 목록
| 시즌      | 수상자               | 소속 팀                   |
| --------- | -------------------- | ------------------------- |
| 1955~1956 | 밥 페티트            | 세인트루이스 호크스       |
| 1956~1957 | 밥 쿠지              | 보스턴 셀틱스             |
| 1957~1958 | 빌 러셀              | 보스턴 셀틱스             |
| 1958~1959 | 밥 페티트            | 세인트루이스 호크스       |
| 1959~1960 | 윌트 챔벌레인        | 필라델피아 워리어스       |
| 1960~1961 | 빌 러셀              | 보스턴 셀틱스             |
| 1961~1962 | 빌 러셀              | 보스턴 셀틱스             |
| 1962~1963 | 빌 러셀              | 보스턴 셀틱스             |
| 1963~1964 | 오스카 로버트슨      | 신시내티 로열스           |
| 1964~1965 | 빌 러셀              | 보스턴 셀틱스             |
| 1965~1966 | 윌트 챔벌레인        | 필라델피아 세븐티식서스   |
| 1966~1967 | 윌트 챔벌레인        | 필라델피아 세븐티식서스   |
| 1967~1968 | 윌트 챔벌레인        | 필라델피아 세븐티식서스   |
| 1968~1969 | 웨스 언셀드          | 볼티모어 불리츠           |
| 1969~1970 | 윌리스 리드          | 뉴욕 닉스                 |
| 1970~1971 | 류 앨신더            | 밀워키 벅스               |
| 1971~1972 | 카림 압둘-자바       | 밀워키 벅스               |
| 1972~1973 | 데이브 코웬스        | 보스턴 셀틱스             |
| 1973~1974 | 카림 압둘-자바       | 밀워키 벅스               |
| 1974~1975 | 밥 맥아두            | 버펄로 브레이브스         |
| 1975~1976 | 카림 압둘-자바       | 로스앤젤레스 레이커스     |
| 1976~1977 | 카림 압둘-자바       | 로스앤젤레스 레이커스     |
| 1977~1978 | 빌 월튼              | 포틀랜드 트레일블레이저스 |
| 1978~1979 | 모제스 말론          | 휴스턴 로키츠             |
| 1979~1980 | 카림 압둘-자바       | 로스앤젤레스 레이커스     |
| 1980~1981 | 줄리어스 어빙        | 필라델피아 세븐티식서스   |
| 1981~1982 | 모제스 말론          | 휴스턴 로키츠             |
| 1982~1983 | 모제스 말론          | 필라델피아 세븐티식서스   |
| 1983~1984 | 래리 버드            | 보스턴 셀틱스             |
| 1984~1985 | 래리 버드            | 보스턴 셀틱스             |
| 1985~1986 | 래리 버드            | 보스턴 셀틱스             |
| 1986~1987 | 매직 존슨            | 로스앤젤레스 레이커스     |
| 1987~1988 | 마이클 조던          | 시카고 불스               |
| 1988~1989 | 매직 존슨            | 로스앤젤레스 레이커스     |
| 1989~1990 | 매직 존슨            | 로스앤젤레스 레이커스     |
| 1990~1991 | 마이클 조던          | 시카고 불스               |
| 1991~1992 | 마이클 조던          | 시카고 불스               |
| 1992~1993 | 찰스 바클리          | 피닉스 선스               |
| 1993~1994 | 하킴 올라주원        | 휴스턴 로키츠             |
| 1994~1995 | 데이비드 로빈슨      | 샌안토니오 스퍼스         |
| 1995~1996 | 마이클 조던          | 시카고 불스               |
| 1996~1997 | 칼 말론              | 유타 재즈                 |
| 1997~1998 | 마이클 조던          | 시카고 불스               |
| 1998~1999 | 칼 말론              | 유타 재즈                 |
| 1999~2000 | 샤킬 오닐            | 로스앤젤레스 레이커스     |
| 2000~2001 | 앨런 아이버슨        | 필라델피아 세븐티식서스   |
| 2001~2002 | 팀 던컨              | 샌안토니오 스퍼스         |
| 2002~2003 | 팀 던컨              | 샌안토니오 스퍼스         |
| 2003~2004 | 케빈 가넷            | 미네소타 팀버울브스       |
| 2004~2005 | 스티브 내시          | 피닉스 선스               |
| 2005~2006 | 스티브 내시          | 피닉스 선스               |
| 2006~2007 | 더크 노비츠키        | 댈러스 매버릭스           |
| 2007~2008 | 코비 브라이언트      | 로스앤젤레스 레이커스     |
| 2008~2009 | 르브론 제임스        | 클리블랜드 캐벌리어스     |
| 2009~2010 | 르브론 제임스        | 클리블랜드 캐벌리어스     |
| 2010~2011 | 데릭 로즈            | 시카고 불스               |
| 2011~2012 | 르브론 제임스        | 마이애미 히트             |
| 2012~2013 | 르브론 제임스        | 마이애미 히트             |
| 2013~2014 | 케빈 듀란트          | 오클라호마시티 선더       |
| 2014~2015 | 스테판 커리          | 골든스테이트 워리어스     |
| 2015~2016 | 스테판 커리          | 골든스테이트 워리어스     |
| 2016~2017 | 러셀 웨스트브룩      | 오클라호마시티 선더       |
| 2017~2018 | 제임스 하든          | 휴스턴 로키츠             |
| 2018~2019 | 야니스 안데토쿤보    | 밀워키 벅스               |
| 2019~2020 | 야니스 안데토쿤보    | 밀워키 벅스               |
| 2020~2021 | 니콜라 요키치        | 덴버 너기츠               |
| 2021~2022 | 니콜라 요키치        | 덴버 너기츠               |
| 2022~2023 | 조엘 엠비드          | 필라델피아 세븐티식서스   |
| 2023~2024 | 니콜라 요키치        | 덴버 너기츠               |
| 2024~2025 | 샤이 길저스 알렉산더 | 오클라호마시티 선더       |

## 수상횟수
| 횟수 | 선수              | 소속 팀                                     | 수상연도                           |
| ---- | ----------------- | ------------------------------------------- | ---------------------------------- |
| 6회  | 카림 압둘-자바    | 밀워키 벅스 로스앤젤레스 레이커스           | 1971, 1972, 1974, 1976, 1977, 1980 |
| 5회  | 빌 러셀           | 보스턴 셀틱스                               | 1958, 1961, 1962, 1963, 1965       |
| 5회  | 마이클 조던       | 시카고 불스                                 | 1988, 1991, 1992, 1996, 1998       |
| 4회  | 월트 체임벌린     | 필라델피아 워리어스 필라델피아 세븐티식서스 | 1960, 1966, 1967, 1968             |
| 4회  | 르브론 제임스     | 클리블랜드 캐벌리어스 마이애미 히트         | 2009, 2010, 2012, 2013             |
| 3회  | 모제스 말론       | 휴스턴 로키츠 필라델피아 세븐티식서스       | 1979, 1982, 1983                   |
| 3회  | 래리 버드         | 보스턴 셀틱스                               | 1984, 1985, 1986                   |
| 3회  | 매직 존슨         | 로스앤젤레스 레이커스                       | 1987, 1989, 1990                   |
| 3회  | 니콜라 요키치     | 덴버 너기츠                                 | 2021, 2022, 2024                   |
| 2회  | 밥 페티트         | 세인트루이스 호크스                         | 1956, 1959                         |
| 2회  | 칼 말론           | 유타 재즈                                   | 1997, 1999                         |
| 2회  | 팀 던컨           | 샌안토니오 스퍼스                           | 2002, 2003                         |
| 2회  | 스티브 내시       | 피닉스 선스                                 | 2005, 2006                         |
| 2회  | 스테픈 커리       | 골든스테이트 워리어스                       | 2015, 2016                         |
| 2회  | 야니스 아데토쿤보 | 밀워키 벅스                                 | 2019, 2020                         |